# ВВС МВО (хоккейный клуб)
Хоккейный клуб ВВС МВО — команда по хоккею с шайбой из города Москвы. Основана 21 декабря 1946 года. Выступала в первых семи чемпионатах Советского Союза. Трёхкратный чемпион СССР.

## О команде
После Великой Отечественной войны было создано общество ВВС МВО (Военно-воздушные силы Московского военного округа), куда вошли такие виды спорта как футбол, хоккей, баскетбол, волейбол. Покровителем команды был назначен Василий Сталин. Костяк составили спортсмены одного из военных училищ, а первым тренером стал молодой Анатолий Тарасов, в 1947 его сменил Коротков. В 1949 команда завоевала серебряные медали.

## Авиакатастрофа
В сезоне 1949/1950 произошла авиакатастрофа. 7 января под Свердловском самолёт Ли-2 с командой на борту разбился при заходе на посадку в аэропорту Кольцово, все находившиеся на борту погибли.

### Погибшие члены хоккейной команды ВВС
1. Иван Новиков — игрок
2. Зденек Зикмунд — игрок
3. Юрий Тарасов — игрок (брат Анатолия Тарасова)
4. Харий Меллупс — игрок (вратарь сборной СССР)
5. Роберт Шульманис — игрок
6. Юрий Жибуртович — игрок
7. Николай Исаев — игрок (второй вратарь команды ВВС)
8. Александр Моисеев — игрок
9. Василий Володин — игрок
10. Евгений Воронин — игрок
11. З.А. Альперин — врач команды ВВС
12. А.Г. Галкин — массажист команды ВВС
13. Борис Бочарников — тренер

В память о погибших на кладбище, на их братской могиле в Кольцово установлен памятник.
По некоторым причинам с командой не отправилось несколько человек.

### Оставшиеся члены хоккейной команды ВВС
1. Всеволод Бобров (игрок) — по официальной версии, изложенной, в том числе, в его воспоминаниях, опоздал на самолёт, поскольку не прозвонил заведённый на 4:00 исправный будильник. Хотя вылет был задержан на 2 часа, команда полетела без Боброва. В итоге, Бобров поехал на поезде до Челябинска[1]. Первый матч за новую команду Бобров провёл только 11 января[2].
2. Николай Александрович Кольчугин (администратор команды) — послан найти Боброва перед вылетом самолёта.
3. Виктор Шувалов (игрок) — не полетел по приказу В.И. Сталина.
4. Александр Виноградов (игрок) — дисквалифицирован, однако он мог полететь на матч, но в самолёте его не было (заявлено, что была микротравма).
5. Матвей Гольдин (главный тренер) — за несколько дней до матча был отстранён от своих обязанностей по приказу В. И. Сталина[1].

### После авиакатастрофы
Однако на матч команда вышла, тренером был объявлен Бобров, главные лидеры команды попали в список спасшихся, в том сезоне команда доиграла чемпионат двумя пятёрками и заняла 4 место.
Нас позвали к Сталину (прим. Василию Иосифовичу), который усадил нас и сказал: «Ребята, несчастье. Команда разбилась. Вам надо собраться и поездом ехать в Челябинск на игру». Мы сели и поехали. В Челябинск, потом в Свердловск и так далее… И никто нас не спрашивал, что мы чувствуем, трясёт нас или нет… В то время все обязаны были быть крепкими и здоровыми. А родственники в Челябинске даже после моего звонка не поверили, что я живой …

Мы из Челябинска поехали в Свердловск, где нас повели в ангар. Там лежали искорёженные тела ребят. Смотреть на это было невозможно. Но мы смотрели. Потом играли. А после игры хоронили …
— Виктор Шувалов.
Василий Сталин собрал новую команду, которая следующие три сезона выигрывала чемпионат СССР.
В 1953 после смерти Иосифа Сталина команду расформировали, объединив состав с ЦДСА.

## Достижения
- Чемпион СССР — 1951, 1952, 1953
- Серебряный призёр — 1949
- Обладатель кубка СССР — 1952
- Финалист кубка СССР — 1951